# Pseudaulacaspis difissata
Pseudaulacaspis difissata är en insektsart som först beskrevs av Brimblecombe 1959.  Pseudaulacaspis difissata ingår i släktet Pseudaulacaspis och familjen pansarsköldlöss. Inga underarter finns listade i Catalogue of Life.